# Shouryya Ray
Shouryya Ray (Calcutá, 1996) é um matemático indiano.

## Biografia
Prodígio desde pequeno, Shouryya Ray já aos 6 anos conseguia resolver equações de elevado grau de dificuldade.
Em 2012, com apenas 16 anos, Shouryya ganhou fama por ser a primeira pessoa a solucionar dois problemas matemáticos que pareciam incalculáveis. O primeiro havia sido proposto por Isaac Newton ainda no século XVII, e relacionava-se ao movimento de projéteis no ar. Este problema só havia sido calculado, até então, por computadores. Os matemáticos só tinham sido capazes de dar soluções parciais.
O segundo problema era referente a um problema matemático que já durava quase 200 anos que fala sobre colisão de corpos contra paredes.
Sobre esta façanha, ele fez a seguinte afirmação:

A resolução destes problemas deve contribuir para melhorar a precisão de cálculos utilizados na área de balística, que é a parte da física que estuda o movimento dos projéteis, especialmente das armas de fogo. Por exemplo: agora é possível calcular-se com exatidão a trajetória de um projétil afetado pela gravidade e pela resistência do ar - que foi o problema proposto pelo físico inglês - e também prever como vai bater e fazer ricochete numa parede.

## Prêmios
- 2012 - 2o Lugar no Jugend forscht (Competição de Jovens Cientistas na Alemanha) - Categoria: Mathematics and Computer Science.[7]